# Kauzar Ualal
Kauzar Ualal –en árabe, كوثر وعلال– (nacida el 27 de noviembre de 1990) es una deportista argelina que compite en judo. Ganó dos medallas en los Juegos Panafricanos en los años 2015 y 2019, y trece medallas en el Campeonato Africano de Judo entre los años 2010 y 2022.

## Palmarés internacional
| Juegos Panafricanos | Juegos Panafricanos               | Juegos Panafricanos | Juegos Panafricanos |
| Año                 | Lugar                             | Medalla             | Categoría           |
| ------------------- | --------------------------------- | ------------------- | ------------------- |
| 2015                | Brazzaville (República del Congo) | Medalla de oro      | –78 kg              |
| 2019                | Rabat (Marruecos)                 | Medalla de bronce   | –78 kg              |
| Campeonato Africano |                                   |                     |                     |
| Año                 | Lugar                             | Medalla             | Categoría           |
| 2010                | Yaundé (Camerún)                  | Medalla de oro      | –78 kg              |
| 2011                | Dakar (Senegal)                   | Medalla de plata    | –78 kg              |
| 2013                | Maputo (Mozambique)               | Medalla de bronce   | –78 kg              |
| 2013                | Maputo (Mozambique)               | Medalla de bronce   | Abierta             |
| 2014                | Puerto Louis (Mauricio)           | Medalla de oro      | –78 kg              |
| 2015                | Libreville (Gabón)                | Medalla de oro      | –78 kg              |
| 2016                | Túnez (Túnez)                     | Medalla de bronce   | –78 kg              |
| 2017                | Antananarivo (Madagascar)         | Medalla de oro      | –78 kg              |
| 2018                | Túnez (Túnez)                     | Medalla de oro      | –78 kg              |
| 2019                | Ciudad del Cabo (Sudáfrica)       | Medalla de oro      | –78 kg              |
| 2020                | Antananarivo (Madagascar)         | Medalla de bronce   | –78 kg              |
| 2021                | Dakar (Senegal)                   | Medalla de bronce   | –78 kg              |
| 2022                | Orán (Argelia)                    | Medalla de oro      | –78 kg              |